# Tapices de Beiriz
Los tapices de Beiriz (en portugués Tapetes de Beiriz) son una forma de artesanía tradicional poveira, fabricados en la freguesia de Beiriz. Son tapices notables, premiados y con demanda nacional e internacional, lo que lleva a que los precios oscilen entre 160 y 250 euros por metro cuadrado. Los tapices de Beiriz decoran el Palacio Real de los Países Bajos y edificios públicos portugueses.